# Myotis macropus
Myotis macropus е вид бозайник от семейство Гладконоси прилепи (Vespertilionidae).

## Разпространение
Видът е разпространен в Австралия и Папуа Нова Гвинея.